# 1-ша кулеметна дивізія Армії УНР
1-ша Кулеметна дивізія Армії УНР — дивізія армії УНР, створена на початку вересня 1920 з 1-ї та 2-ї (6-ї і залишків 3-ї, 7-ї запасових) бригад збірних запасових бригад Запасової дивізії, під командуванням генерала-хорунжого Г. Базильського, а потім ген-хор. О.Бурківського.
Відділ складався з військових частин:
1-ша і 2-га Кулеметні бригади (по два кулеметні курені, кінні сотні).
Під час важких боїв, Кулеметна Дивізія тримала фронт разом з 3-ю Залізною дивізією на лінії від річки Дністер до Шаргорода, що поновилися 10 листопада контрнаступом радянських формувань на Копайгород. Після боїв на Проскурівському плацдармі інтернована (2-га бригада інтернована 11 листопада 1920 в Румунії), а 9 травня 1921 розформована і влита до 5-ї Херсонської стрілецької дивізії Армії УНР.

## Військовики дивізії
- Базильський Гаврило Макарович — командир дивізії
- Бурківський Олександр Оттович — другий командир дивізії
- Гадзінський Матвій Миколайович — командир куреня
- Ковальський Олександр Миколайович — начальник гарматної бригади
- Козловський Олексій Олександрович — прокурор Надзвичайного суду 2-ї кулеметної бригади
- Кириця Йосип Гнатович — командир сотні у 2-й бригаді
- Козак Олександр Андрійович — сотник технічного куреня 4-ї Київської бригади
- Котик Остап Степанович — підхорунжий
- Кулик Семен Євдокимович — начальник постачання
- Кустовський Всеволод Петрович — штабіст
- Літовчик Зиновій Пилипович — начальник муштрово-інспекторського відділу штабу 2-ї Кулеметної бригади
- Мазуренко Марко Єрофійович — помічник начальника дивізії
- Мазюкевич Володимир Петрович — начальник штабу дивізії
- Монкевич Борис Григорович — ад'ютант начальника
- Нечаїв Петро Олександрович — начальник мобілізаційного відділу штабу
- Петрик Петро — начальник оперативного відділу штабу
- Радченко Антін Васильович — начальник оперативного відділу штабу
- Секрет Михайло Федорович — командир 2-ї бригади
- Юркевич Валеріан Йосипович — командир 2-ї бригади